# Pelopides dorsalis
Pelopides dorsalis is een keversoort uit de familie Passalidae. De wetenschappelijke naam van de soort is voor het eerst geldig gepubliceerd in 1871 door Johann Jakob Kaup.